# Grande Rousse
La Grande Rousse (pron. fr. AFI: [ɡʁɑ̃d ʁus] - 3.607 m s.l.m. - detta anche Becca d'Invergnan o Becca d'Invergnaou) è una montagna delle Alpi della Grande Sassière e del Rutor nelle Alpi Graie. Si trova in Valle d'Aosta.

## Toponimo

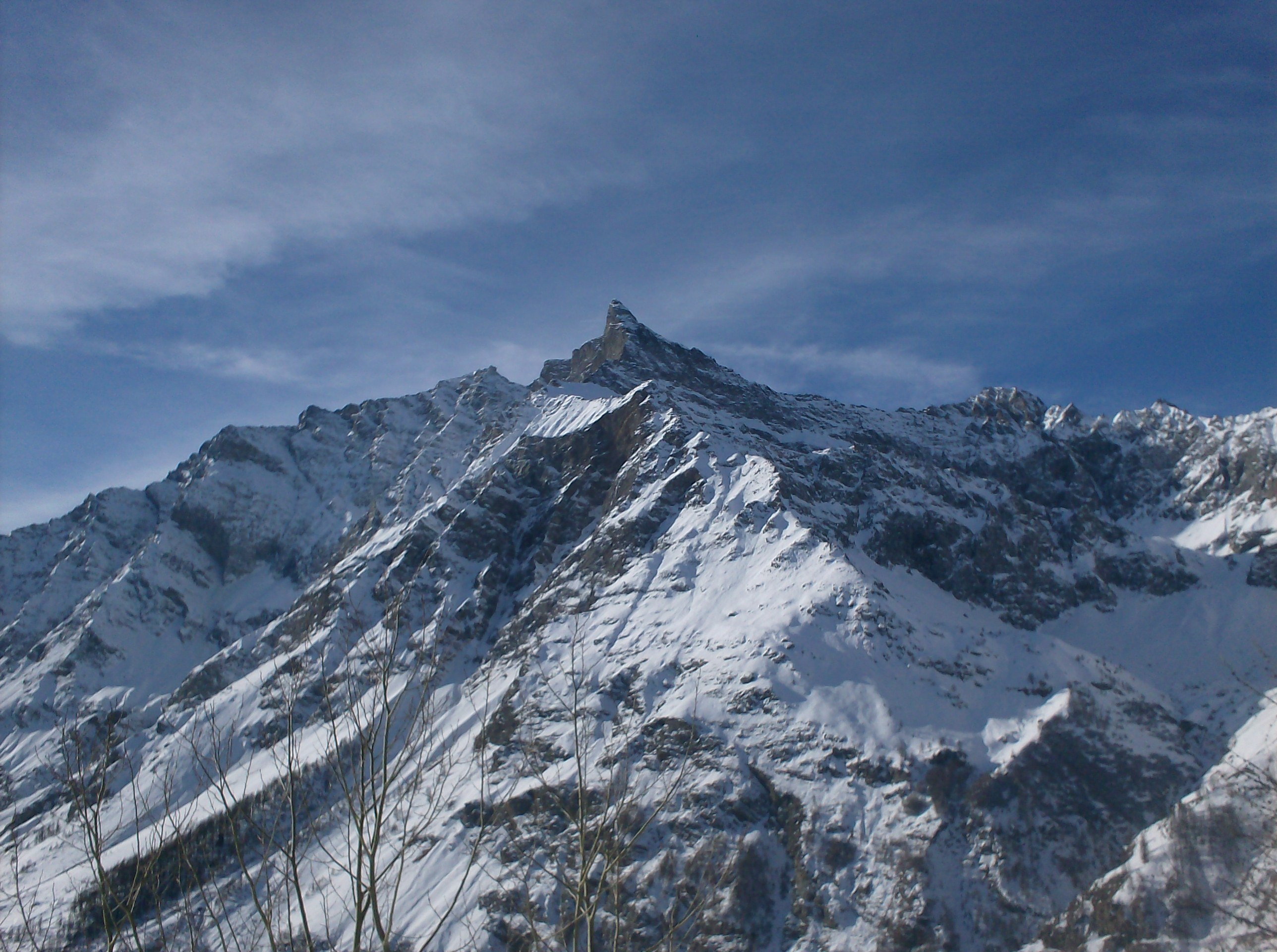
Altra immagine della montagna dalla val di Rhêmes.

Nonostante in francese questo toponimo significhi "grande fulva", in realtà significa grande ghiacciaio e deriva dal patois valdostano Ruise-Roése-Roise-Royse, che significa, appunto, ghiacciaio, come nella stessa etimologia del Monte Rosa. Dal lato della Valgrisenche la Grande Rousse è infatti per buona parte ammantata dal Ghiacciaio dell'Invergnan.

## Caratteristiche
È il monte più elevato della catena che divide la val di Rhêmes dalla Valgrisenche. Particolarmente imponente, selvaggio e ripido è il versante orientale (val di Rhêmes), mentre il versante opposto è quello percorso dall'itinerario normale di salita.
La montagna è composta di due vette distanti circa 800 metri e separate dal col de la Grande Rousse (3.516 m):
- Punta Nord - 3.607 m
- Punta Sud - 3.577 m

Un noto passo vicino alla punta della Grande Rousse è il Col Fenêtre, un insidioso passaggio a 2.847 metri spesso battuto da forti raffiche di vento per la sua particolare posizione. Questo, dopo un ripido sentiero (con partenza nei pressi di Rhêmes-Notre-Dame a quota 1.723 m) scavalca la valle con la discesa fino a Planaval, collegando in tal modo la Val di Rhêmes con la Valgrisenche.

## Salita alla vetta
Da Usellières, frazione di Valgrisenche, si sale al Bivacco Luigi Ravelli (2.860 m). Dal bivacco si risale il Ghiacciaio dell'Invergnan e poi si affronta il ripido pendio che porta al col de la Grande Rousse. Infine si risale la Punta Nord per la cresta sud.